# 黄甦

黄（1908年—1935年11月21日），又名黄苏，广东佛山人。中国工农红军高级将领。

## 生平
1923年去香港务工。1925年参加省港大罢工，同年10月加入中国共产党。1927年参加广州起义，任赤卫队敢死队队长。之后在香港、广东从事中共地下工作。
1930年末，黄甦到达中央苏区，任红十二军政委、第三十四师政委，中华苏维埃共和国中央政府第一、第二届中央执行委员，福建省工农苏维埃委员。中共六届四中全会补选为中央委员。
1934年，任新组建的红八军团政治委员并参加长征，同年湘江战役中，红八军团损失惨重，番号撤销。黄甦改任红一军团第一师政委。1935年9月22日随部队改编担任中国工农红军陕甘支队一纵队二大队政委。1935年11月中央军委决定黄甦任陕南红七十三师政委，未到职前参加直罗镇战役，11月11日率领第二师四团主攻陕西鹿县直罗镇在战斗中阵亡。
毛泽东说：“我们时刻准备牺牲，我们的牺牲是换得全国全世界工农的解放。黄甦同志是中央委员，他的牺牲是有意义的。”